# Homero Marchese
Homero Figueiredo Lima e Marchese (Maringá, 15 de julho de 1983) é um advogado e político, filiado ao Partido Novo.

## Biografia
Homero Marchese é formado em Direito pela Universidade Federal do Paraná (UFPR), onde também concluiu o Mestrado. Homero é professor de Direito Processual Civil e Direito Administrativo e especializado na fiscalização dos órgãos públicos do Paraná. Homero foi servidor concursado do Tribunal de Contas do Estado do Paraná (TCE/PR).
Na instituição, Homero participou de trabalhos, como a auditoria nos contratos da Câmara Municipal de Curitiba com agências de publicidade, por exemplo. O escândalo resultou na renúncia do antigo presidente da instituição e provocou profundas mudanças na Câmara.[carece de fontes?] Homero também liderou a auditoria nas concessões rodoviárias do Estado do Paraná, que revelou desequilíbrio dos contratos.
Após cinco anos na instituição, Homero pediu exoneração do cargo do TCE/PR, após atestar e denunciar ao Ministério Público irregularidades no próprio Tribunal. 

## Carreira política
Em outubro de 2014, filiado ao Partido Verde, foi candidato ao cargo de deputado estadual. Homero obteve 12.658 votos e a terceira suplência do partido na Assembleia Legislativa.
Em outubro de 2016, foi eleito o vereador mais votado da História de Maringá, com 6.573 votos, para o mandato 2017-2020. 
Em 2018, durante o mandato de vereador, Homero se apresentou como pré-candidato a deputado estadual para o mandado 2019-2022, desta vez filiado ao PROS. O então vereador foi eleito deputado estadual no Paraná com 42.154 votos.
Na Assembleia, desenvolveu e disponibilizou ferramentas para acompanhamento das atividades do estado. Também apresentou projetos de lei como o que obriga a divulgação de salários e jetons na administração indireta do estado e o que determina a publicação do passo a passo das tarifas de serviços concessionados pelo poder público, como as tarifas de água, pedágios e transporte intermunicipal.
Também teve como aprovado o projeto que disponibiliza no site do Detran a quilometragem do veículo, entre outras informações.
Ainda apresentou um projeto que padroniza o processo de escolha dos conselheiros do Tribunal de Contas do Paraná (TCE-PR).
Tentou se reeleger como deputado estadual nas eleições no Paraná em 2022, mas não obteve êxito, permanecendo na segunda suplência do Republicanos no Paraná.

## Desempenho eleitoral
| Ano  | Eleição              | Partido      | Cargo             | Votos para Homero | Votos para Homero | Votos para Homero | Resultado  | Ref   |
| Ano  | Eleição              | Partido      | Cargo             | Votos             | %                 | P.                | Resultado  | Ref   |
| ---- | -------------------- | ------------ | ----------------- | ----------------- | ----------------- | ----------------- | ---------- | ----- |
| 2014 | Estadual do Paraná   | PV           | Deputado Estadual | 12.658            | 0,22%             | -                 | Suplente   | [ 3 ] |
| 2016 | Municipal de Maringá | PV           | Vereador          | 6.573             | 3,47%             | 1°                | Eleito     | [ 4 ] |
| 2018 | Estadual do Paraná   | PROS         | Deputado Estadual | 42.154            | 0,74%             | -                 | Eleito     | [ 5 ] |
| 2020 | Municipal de Maringá | PROS         | Prefeito          | 34.152 (1º Turno) | 18,85%            | 2°                | Não Eleito | [ 6 ] |
| 2022 | Estadual do Paraná   | Republicanos | Deputado Estadual | 32.532            | 0,53%             | -                 | Suplente   | [ 7 ] |